# Instituto para a Promoção da América Latina e Caraíbas
O Instituto para a Promoção da América Latina e Caraíbas (IPDAL) é uma organização não governamental, com sede na cidade de Lisboa (Portugal), fundado em 2006, com objetivo de fortalecer as relações entre Portugal e as regiões da América Latina e das Caraíbas, principalmente na diplomacia económica em atividades empresariais, como a internacionalização de empresas nos mercados latinos e, no planejamento de políticas governamentais deste ramo.
Além do ponto de vista económico, também trabalha no sentido de desenvolver as ligações culturais e académicas entre Portugal e os países latinos, com a promoção de eventos e estudos daquelas regiões junto das Universidades portuguesas. Ao mesmo tempo, colaborando na organização de vários eventos de motivação artístico-cultural, como lançamentos de livros e exposições de pintura, fotografia, jóias e artesanato.
O Instituto também colabora com a Comunidade dos Países de Língua Portuguesa na função de observador consultivo.

## Campanhas
A internacionalização de empresas nos mercados latinos e em Portugal, ocorre através da rede da IPDAL com várias entidades tanto governamentais como privadas - como órgãos oficiais, parceiros, fornecedores e clientes - colaborando em missões de trabalho na regiões almejadas. O Instituto atua também diretamente nas embaixadas dos países, com a divulgação junto das organizações portuguesas, organizando conferências e visitas de representantes diplomáticos a Portugal.
Em Maio de 2013, ocorreu uma visita dos representantes diplomáticos da Colômbia, Cuba, Perú e Argentina e o conselheiro comercial do Brasil ao norte de Portugal, afim de promover estes países como potenciais oportunidades de negócio junto às companhias portuguesas. No âmbito desta visita, foi organizado em conjunto com a Caixa Geral de Depósitos o Fórum Empresarial Caixa Geral de Depósitos – IPDAL, no qual participaram mais de meia centena de empresários e embaixadores, como do Brazil e da Argentina.
Em 2015, ocorreu uma missão empresarial no Uruguai, com a apresentação de grandes planos económicos, como a instalação ou expansão de: zonas portuárias, estradas e gasodutos, exploração mineral, da pesca e agricultura. Nesse ano, também houve a colaboração nas ligações entre Portugal e o Panamá, devido ao seu forte crescimento económico, com um importante mercado potencial para as empresas portuguesas.
Também em 2015, a empresa Transportes Aéreos Portugueses recebeu o Prémio IPDAL – Vista Alegre, criado para distinguir as organizações ou personalidades que demonstraram um especial empenho no desenvolvimento das relações entre o país e a região da América Latina. A transportadora recebeu este, devido à sua crescente presença naquele mercado, principalmente através da criação de rotas entre a Colômbia e o Panamá, que iriam melhorar as ligações entre Portugal e as duas nações. Foram igualmente condecorados o Embaixador de Portugal em Bogotá, João Ribeiro de Almeida, o Embaixador do México em Lisboa, Benito Andión, e Carlos Malamudo, investigador argentino do Real Instituto Elcano, em Espanha. A cerimónia da entrega dos prémios foi durante a festa de aniversário do Instituto.
Em Fevereiro de 2016, o prémio IPDAL – Vista Alegre foi entregue à secretária geral ibero-americana, Rebeca Grynspan, tendo a cerimónia de entrega sido feita no âmbito da sua visita oficial a Portugal, durante a qual participou em vários encontros com órgãos do governo e instituições culturais. Em Julho desse ano, o Instituto e a Ordem dos Farmacêuticos planearam a iniciativa Fórum Empresarial do Atlântico, com o tema Internacionalização do Medicamento e Produtos de Saúde, no sentido de incentivar as indústrias farmacêuticas nacionais a exportarem e investirem no estrangeiro. Este encontro contou com a participação do Ministro da Saúde, Adalberto Campos Fernandes, do Administrador da AICEP, Luís Castro e Henriques, da Bastonária da Ordem dos Farmacêuticos, Ana Paula Martins, do Presidente do IPDAL, Paulo Neves, além de representantes diplomáticos de várias nações de África e da América Latina.
Além das ligações entre Portugal e as Américas, o Instituto promove igualmente laços com os países na costa ocidental africana, através dos encontros: América Latina – CPLP e Triângulo Estratégico, América Latina-Europa-África, em conjunto com a Fundação Luso-Espanhola e o Grupo de Líderes Empresariais – LIDE Portugal, contando também com o apoio e participação do Secretário-Geral das Nações Unidas. Tendo o presidente do Instituto, Paulo Neves, defendido o desenvolvimento de uma diplomacia atlântica, uma vez que nessa altura estava previsto que em 2021as Nações Unidas iriam decidir as dimensões da zona de gestão oceânica, pelo que Portugal lmejava, «passar a ser 40 vezes [maior] no mar do que na terra». Outros oradores neste encontro incluíram Tiago Pitta e Cunha, especialista em Assuntos do Mar, Bernardo Pires de Lima, investigador universitário e colunista do Diário de Notícias, Bernardo Theotónio Pereira, director-geral da Agência Portuguesa de Negócios, Hélder Amaral, deputado do CDS e presidente da comissão parlamentar de Economia, Mohamed Cheikh Biadillah, antigo presidente do Senado de Marrocos, Manfredo Fanti, responsável pelo Departamento das Américas do Serviço Europeu de Acção Exterior, Nuno Severiano Teixeira, antigo Ministro da Defesa, Luís Marques Mendes, conselheiro de Estado, e Daniel Proença de Carvalho, presidente do Global Media Group.
Em 2020, o IPDAL reuniu no "XII Fórum do Turismo Portugal América Latina", as Secretárias de Estado do Turismo de Portugal, Espanha e Peru, para debaterem sobre como manter este aspecto, como prioridade económica nessas regiões.